# Ассоциация участников рынка электронной коммерции
Ассоциация участников рынка электронной коммерции (АУРЭК) — федеральная российская некоммерческая организация, объединяющая и защищающая интересы малого бизнеса в сфере электронной торговли и цифровой экономики.

## История создания
Была создана при поддержке депутатов Государственной Думы в апреле 2023 года после резонансной забастовки пунктов выдачи заказов Wildberries.
После одностороннего введения маркетплейсом новых штрафных санкций для пунктов выдачи заказов, и объявления ряда ПВЗ о несогласии с условиями и прекращении работы, инициативная группа на основе которой в дальнем образовалась АУРЭК, была приглашена в Госдуму для переговоров с депутатами и руководством маркетплейса.
Переговоры проходили в несколько сессий, и активно освещались СМИ
Итогами переговоров стали существенные уступки маркетплейса - отмена ряда штрафов, разблокировка "бастующих" пунктов, и создание согласительной комиссии, на базе которой было решено рассматривать спорные вопросы взаимодействия крупных маркетплейсов и их партнеров.
В целях систематической защиты прав малого бизнеса в отрасли электронной коммерции, инициативной группой совместно с депутатами, участвующими в переговорах, было принято решение о создании общественной организации.
Учредительное собрание состоялось 20 апреля 2023 года
Председателем совета организации был избран Алексей Кременсков (до февраля 2024 г.), руководитель инициативной группы на переговорах в Госдуме, являющийся поставщиком и собственником пункта выдачи заказов.
В наблюдательный совет организации вошли депутаты Госдумы Гусев (Справедливая Россия), Ситников (Единая Россия), Филатова (КПРФ), Наумов (ЛДПР), а также - видные общественные деятели, такие как председатель Общероссийского движения предпринимателей Андрей Ковалев.

## Руководство и участники

### Наблюдательный совет
Гусев, Дмитрий Геннадьевич - председатель наблюдательного совета
Ковалёв, Андрей Аркадьевич - член наблюдательного совета
Ситников, Алексей Владимирович - член наблюдательного совета
Наумов, Станислав Александрович - член наблюдательного совета

### Совет ассоциации
Александр Игоревич Ефимов - председатель совета АУРЭК, с марта 2024; до этого - сопредседатель по правовой защите.
Татьяна Александровна Гудина - сопредседатель по связям с общественностью,
Кристина Андреевна Головина - сопредседатель по направлению ПВЗ,
Совет состоит из 12 членов, являющихся сопредседателями и руководителями комитетов по направлениям.

### Участники
По заявлениям председателя совета АУРЭК, в ассоциации состоит порядка 18 тысяч участников из числа представителей малого и среднего бизнеса, ведущего деятельность в сфере электронной коммерции. В состав ассоциации входят, преимущественно, владельцы пунктов выдачи заказов, поставщики маркетплейсов, небольшие онлайн-магазины, частные службы доставки и фулфилмента, и юристы, осуществляющие деятельность в области цифровой экономики.

## Деятельность
Ключевой задачей АУРЭК обозначена защита прав малого и среднего бизнеса в электронной торговли на российских и трансграничных рынках.
Организация открыла ряд региональных представительств по всей территории России, и издала юридический справочник "Маркетплейс и закон".
Ряд инициатив, предложенных АУРЭК или разработанных при участии ассоциации, получил широкое освещение в СМИ:

### Инициативы в области регулирования e-commerce

#### "Закон Бакальчук"
Еще в ходе переговоров в Госдуме, депутатами высказывалась инициатива введения законодательного регулирования маркетплейсов путем принятия специального закона, который получил в СМИ название "Закон Бакальчук" (по фамилии учредителя Wildberries Татьяны Бакальчук).
С момента создания АУРЭК практически сразу приступила к разработке такого законопроекта совместно с депутатами.
Однако, после обращения Татьяны Бакальчук с просьбой "повременить с государственным регулированием", Минпромторг России выразил мнение о преждевременности государственного регулирования маркетплейсов.
Тема разработки законопроекта стала вновь актуальной после очередного изменения тарифов Wildberries, ставшего основанием для новых протестов.
На этой основе доработанный законопроект в виде поправок к законам "О торговле" и "О защите прав потребителей" был внесен в Госдуму межфракционной группой, в которую вошли депутаты всех парламентских фракций (включая "Единую Россию", но кроме фракции "Новые люди"). Законопроект подписали (помимо депутатов, входящих в наблюдательный совет АУРЭК), парламентарии Сергей Миронов, Михаил Делягин, Валерий Гартунг, Александр Спиридонов, Артем Кирьянов, Сергей Алтухов, и другие.
Основные новеллы закона:
- Запрет на односторонее изменение оферты маркетплейсом чаще, чем 1 раз в год и без заблаговременного уведомления;
- Запрет на блокировку личных кабинетов продавцов и владельцев ПВЗ;
- Обязанность маркетплейса обосновать наложенные штрафы;
- Право поставщиков и ПВЗ запретить маркетплейсу списание штрафов в безакцептном порядке.

По состоянию на октябрь 2023 года, законопроект находится на рассмотрении Государственной Думы.

#### Стандарты взаимодействия маркетплейсов и ПВЗ
Одновременно с работой над законопроектом, АУРЭК и АКИТ разработали стандарты взаимодействия пунктов маркетплейсов и пунктов выдачи заказов. Данный документ должен был, по задумке Минпромторга, выступить заменой законодательного регулирования отношений.
Работа над документом длилась с апреля по октябрь 2023 года при участии руководства всех крупных российских маркетплейсов (Wildberries, Ozon, ЯндексМаркет, ЛаМода, СберМегаМаркет и тд).
По завершении обсуждений документ был направлен на оценку ФАС России, которая в свою очередь отметила, что стандарт все еще недостаточно защищает права пунктов выдачи заказов.
Тем не менее, после нескольких доработок стандарты были подписаны АКИТ, АУРЭК и руководителями маркетплейсов.

### Антимонопольные разбирательства в отношении маркетплейсов

#### Снятие моратория на проведение антимонопольных проверок маркетплейсов
На момент создания АУРЭК, возможность вмешательства государства в отношения между маркетплейсами и их партнерами, хотя и предусмотрена законодательством о защите конкуренции, но фактически заблокирована в связи с установленным мораторием на проведение антимонопольных проверок IT-компаний.
АУРЭК обращалась к депутатам и в ФАС России с просьбой оказать содействие снятию моратория на проведение антимонопольных проверок маркетплейсов. Летом 2023 начались обсуждения между ведомствами.
В октябре 2023 года комитет по защите конкуренции Госдумы проголосовал за снятие моратория, и направил соответствующее обращение в адрес председателя Правительства РФ Михаила Мишустина.
5 марта 2024 года в ходе заседания комитета Совета Федерации по экономической политике глава ФАС Шаскольский объявил о том, что в ближайшее время маркетплейсы будут выведены из под моратория на проведение антимонопольного контроля: "соответствующие изменения в постановление правительства РФ № 448 от 24 марта 2022 года (регулирует проверки IT-компаний) подготовлены". Накануне в своем послании Федеральному Собранию президент России Владимир Путин указал на прекращение действия моратория на проверки бизнеса с 01 января 2025 года.
20 марта 2024 года Правительство РФ выпустило постановление № 340, снявшее мораторий на проведение антимонопольных проверок маркетплейсов.

#### Признание маркетплейсов доминирующими на рынке и проверки на предмет злоупотреблений
Ассоциация несколько раз обращалась в органы прокуратуры и ФАС с целью признания государством наличия злоупотребления доминирующим положением на рынке маркетплейсами Wildberries и Ozon. В январе 2024 года ФАС установила, что Wildberries и Ozon занимают доминирующее положение на рынке маркетплейсов, их суммарная доля составляет около 80%. Об этом сообщил руководитель ведомства Максим Шаскольский: 
"Есть достаточно много жалоб от потребителей и компаний МСП на работу маркетплейсов. Они поступают постоянно. Чаще всего жалуются на завышение логистических затрат, навязывание невыгодных условий, начисление штрафов. Мы в декабре завершили проведение анализа состояния конкуренции на этом рынке и, естественно, установили коллективное доминирующее положение Wildberries и Ozon - вместе они занимают около 80% рынка".
После данного заявления АУРЭК направила в ФАС еще одно заявление с просьбой проверить законность изменений оферты Wildberries в части установления порядка выплат компенсаций за пожар в Шушарах.
В марте 2024 года АУРЭК на фоне введения Ozon сервисного сбора в отношении ПВЗ обратилась с заявлением в ФАС России, которая подтвердила что рассмотрит заявление и примет меры антимонопольного регулирования в случае выявления нарушений.
9 апреля 2024 года на основании значительного количества обращений (включая заявления АУРЭК) ФАС России выдала Wildberries предупреждение и установила срок до 15 мая 2024 г. на изменение условий договора оферты для продавцов товаров.

### Юридическая защита
В составе АУРЭК функционирует направление по правовой и судебной защите поставщиков и пунктов выдачи заказов.
АУРЭК работает с обращениями малого бизнеса и выносит полученные сведения на повестку обсуждения Комиссии по саморегулированию при Минпромторге России, согласительной комиссии, и напрямую руководства маркетплейсов.
При необходимости осуществляется судебная защита. В апреле 2023 года сопредседатель АУРЭК по правовой защите Александр Ефимов, руководитель юридической фирмы Фокс Лигал Консалтинг, представлявший интересы малого бизнеса в судах против маркетплейсов и в составе инициативной группы в Госдуме заявил, что "в Арбитражном суде Московской области, который выступает площадкой для разрешения споров с Wildberries, порядка 1 350 дел, где ответчиком выступает Wildberries, 422 дела — где Ozon. Из них только за первый квартал 2023 года было подано порядка 300 исков. По итогам 2022 года сумма всех исков составляла порядка 800 млн рублей. В 70 % случаев иски удовлетворяются в пользу партнеров, действия маркетплейсов признаются не соответствующими договору или закону".
Сектор правовой защиты АУРЭК принимает непосредственное участие в разработке предложений по государственному регулированию и саморегулированию, которые вносятся от АУРЭК.

### Возложение на маркетплейсы обязанностей налоговых агентов
В мае 2023 года в СМИ появилась информация о том, что сопредседатель АУРЭК по юридическим вопросам Александр Ефимов направил в Госдуму РФ предложение – возложить на маркетплейсы функции налогового агента для поставщиков маркетплейсов. На предложение положительно отреагировали в ФНС России, так, Даниил Егоров заявил о том, что такой законопроект уже готовится.
По задумке авторов инициативы, это позволит избежать ситуации, в которой маркетплейсом нарушается порядок удержаний из выручки продавца, и удержания в пользу маркетплейса (комиссии, вознаграждения и штрафы) списываются полностью в то время как на оплату налогов у поставщика не остается денежных средств, хотя налоги должны быть удержаны в первую очередь.
Предложение встретило противоречивую реакцию отрасли, в том числе и самих поставщиков маркетплейсов.